# Selina Storm
Selina Lea Sophie Storm (* 1987 in Flensburg) ist eine deutsche Politikerin (Bündnis 90/Die Grünen). Seit März 2025 ist sie Mitglied in der Hamburgischen Bürgerschaft und zudem seit Juli 2025 Vorsitzende von Bündnis 90/Die Grünen Hamburg.

## Ausbildung und Beruf
Ihr Abitur absolvierte Selina Storm am Gymnasium der Klaus-Harms-Schule in Kappeln. Als Stipendiatin der Heinrich-Böll-Stiftung absolvierte sie ein Bachelor- und Masterstudium der Physik an der Christian-Albrechts-Universität in Kiel. Dort wurde sie in Kooperation mit dem Europäischen Laboratorium für Molekularbiologie (EMBL) 2016 mit einer Dissertation zum Thema A new metric for assessing anomalous data quality in sulphur SAD experiments promoviert. Anschließend arbeitete sie von 2017 bis 2020 als Wissenschaftlerin an der Synchrotronstrahlungsquelle Diamond Light Source in Didcot, Oxfordshire, England und danach bis Mitte 2024 als Projekt- und Strategiemanagerin am EMBL. Beim Deutschen Elektronen-Synchrotron in Hamburg (DESY) ist sie seit Mitte 2024 als wissenschaftliche Projektmanagerin für den Teilchenbeschleuniger PETRA IV angestellt. Wegen ihres politischen Engagements ruht die Tätigkeit seit Juli 2025.

## Politik
Bei Bündnis 90/Die Grünen trat Storm 2006 in Schleswig-Holstein ein und war Mitbegründerin des Ortsverbands Kappeln. Robert Habeck galt als ihr Mentor, der sie protegierte. Politisiert wurde sie durch Aktivismus gegen das Projekt Ostseeresort Olpenitz. Zur Landtagswahl in Schleswig-Holstein 2009 trat sie für ihre Partei auf dem Landeslistenplatz 15 und als Direktkandidatin im Wahlkreis 6 - Schleswig-Nord ohne Erfolg an.
Seit 2023 ist sie Mitglied im Landesvorstand von Bündnis 90/Die Grünen Hamburg. Zur Bürgerschaftswahl in Hamburg 2025 setzte ihre Partei sie auf den Landeslistenplatz 17. Zudem kandidierte sie im Wahlkreis Altona-West (Wahlkreis 4) als Direktkandidatin, wo sie am 2. März jedoch nur 5.266  Stimmen errang. Über die Landesliste zog sie am 26. März 2025 in das Hamburger Landesparlament ein. Dort ist sie seitdem Fachsprecherin ihrer Fraktion für Öffentliche Unternehmen und Wissenschaftspolitik. 
Seit dem 12. Juli 2025 teilt sie sich mit Leon Alam den Landesvorsitz der Grünen in Hamburg. Gewählt wurde sie – ohne Gegenkandidaten –  von 203 Mitgliedern, bei 29 Gegenstimmen und 30 Enthaltungen, was einer Zustimmung von 77,48 Prozent entspricht.  Sie ist Nachfolgerin von Maryam Blumenthal, die Senatorin der Hamburger Behörde für Wissenschaft, Forschung und Gleichstellung wurde.

## Privates
Storm ist verheiratet und Mutter einer Tochter.